# Clariden Bank
Die Clariden Bank AG war eine Schweizer Privatbank mit Hauptsitz in Zürich. Ihre Kernaktivität umfasste das Private Banking sowie das Anlagefondsgeschäft. Der Name der Bank leitete sich ab von dem 3267 m ü. M. hohen Berg «Clariden» in den Glarner Alpen (Schweiz).

## Geschichte
Das Unternehmen wurde 1955 unter dem Namen «White Weld & Co. AG» als Schweizer Tochtergesellschaft der amerikanischen Investmentbank White Weld & Co. gegründet. Mit Sitz in Zürich, befasste sich das Unternehmen mit dem Asset Management. 1962 wurde es an die «Schweizerische Kreditanstalt» (später «Credit Suisse») verkauft und in «Clariden Finanz AG» umbenannt.
Im Jahr 1970 gründete die «Schweizerische Kreditanstalt» mit der amerikanischen White Weld & Co. in London ein Joint Venture unter dem Namen «White Weld Trust». Dieses übernahm von «White Weld» deren europäische Geschäftsaktivitäten im Investmentbanking und von der «Schweizerische Kreditanstalt» die «Clariden Finanz AG». Gut 80 % des Aktienkapitals des neuen Unternehmens lagen bei White Weld und knapp 20 % waren bei der «Schweizerische Kreditanstalt». Der «White Weld Trust» wandelte seine Tochtergesellschaft «Clariden Finanz AG» 1973 in eine Schweizer Privatbank mit dem Namen «Clariden Bank AG» um.
Der «White Weld Trust» änderte 1974 den Namen in «Financière Credit Suisse White Weld», nachdem durch eine Kapitalerhöhung die Mehrheit des Aktienkapitals in die Hände der «Credit Suisse» und des Managements gelangt war (White Weld 30 %, «Credit Suisse» 40 %, Management 30 %). Mit der Übernahme von White Weld & Co. durch die amerikanische Investmentbank «Merrill Lynch» 1978, wurde auch deren Zusammenarbeit mit der «Credit Suisse» beendet. An die Stelle von «White Weld» trat im selben Jahr das amerikanische Investmenthaus «First Boston», weshalb die «Financière Credit Suisse White Weld» in «Credit Suisse First Boston» umbenannt wurde («Credit Suisse» 46 %, First Boston 31 %, Management 23 %).
Im Jahr 1988 erwarb die «Credit Suisse» schliesslich die «First Boston» (in folgenden «CS First Boston Inc.» umbenannt) und übernahm damit gänzlich die Kontrolle über das Gemeinschaftsunternehmen «Credit Suisse First Boston». Von diesem gelangte die «Clariden Bank» 1990 in den Besitz der «Bank Leu Holding», einer im selben Jahr gegründeten Subholding der «Credit Suisse», welcher auch die «Bank Leu» und die «Bank Hofmann» angehörten. Nach der Auflösung der «Bank Leu Holding» 1995 wurde die Clariden Bank eine direkte Tochtergesellschaft der Credit Suisse, welche 100 % der stimmberechtigten Aktien an der Clariden hielt.
Im Jahr 1996 wurde die Clariden Bank und ihre Tochtergesellschaften in eine Holdinggesellschaft umgewandelt, die «Clariden Holding AG». Im Jahr 1998 übernahm die Clariden Bank die «Bank Heusser & Cie.» in Basel und wandelte diese in eine Niederlassung um. 2002 folgte dann der Kauf der «PBS Privat Bank Schweiz AG» in Zürich.
Per 1. Januar 2007 wurde die Clariden Bank zusammen mit Bank Leu, Bank Hofmann, BGP Banca di Gestione Patrimoniale und der Effektenhändlerin Credit Suisse Fides zur Clariden Leu fusioniert, die 2012 mit der Credit Suisse zusammengeführt und aufgelöst wurde. In 2006, ihrem letzten Geschäftsjahr, beschäftigte die Clariden Bank 744 Mitarbeiter und verfügte über eine Bilanzsumme von 5,6 Milliarden Schweizer Franken sowie Kundenvermögen von insgesamt 56,3 Milliarden Schweizer Franken.
Im Gegensatz zu den übrigen an der Fusion beteiligten Privatbanken war die Clariden Bank zu diesem Zeitpunkt keine hundertprozentige Tochter der Credit Suisse. 12 % des Aktienkapitals gehören Mitgliedern des Managements sowie des Verwaltungsrats. Mit dieser Art der Erfolgsbeteiligung sollte das Führungspersonal der Clariden Bank zu besonderen Leistungen motiviert werden.